# Star World
Star World là một kênh truyền hình cáp của châu Á, thuộc mạng lưới truyền hình vệ tinh sở hữu bởi Star TV và Fox International Channels, công ty con của News Corporation. Star World phát sóng các chương trình phổ biến ở Hoa Kỳ, Vương quốc Anh và Úc tại Ấn Độ, khu vực Trung Đông, Philippines, Đài Loan và khu vực Đông Nam Á.
Tại Việt Nam, Star World có mặt trên hệ thống truyền hình cáp Việt Nam, truyền hình cáp TP. Hồ Chí Minh và trên nhiều hệ thống truyền hình khác như K+, HTVC,VTVCab,...

## Lịch sử kênh
Ban đầu Star World là kênh Star Plus, một kênh giải trí tiếng Anh của Star hoạt động từ Ngày 15 tháng 12 năm 1991 với đối tác Film Indonesia và Zee TV. Sau khi Star kết thúc quan hệ với Soraya Intercine Films và Zee Telefilm, từ ngày 30 tháng 3 năm 1996, Star đã thay đổi nội dung kênh Star Plus thành Star World, Star Plus sau đó trở thành kênh giải trí tiếng Hindi của Ấn Độ. Các chương trình phát sóng trên Star World hầu hết là các chương trình của Hoa Kỳ, Úc và Vương Quốc Anh.

## Các kênh
- Star World châu Á - (Giờ phát sóng - HK/SIN và JKT/BKK) phát sóng từ 24:00 đến 06:00 (Theo giờ HK/SIN).
- Star World Ấn Độ - (Giờ phát sóng - IND) được quản lý bởi Star TV và Fox International Channels.
- Star World Trung Đông - (Giờ phát sóng - KSA, UAE và PAK), phát sóng tại các nước Trung Đông, bao gồm các chương trình của kênh Channel [V].
- Star World Philippines
- Star World Đài Loan - (Giờ phát sóng - NST).
- Star World Việt Nam - Các chương trình phát sóng như kênh Star World châu Á ngoại trừ phần quảng cáo
- Star World HD châu Á - Các chương trình phát sóng như kênh Star World châu Á.
- Star World HD Ấn Độ - Các chương trình phát sóng như kênh Star World Ấn Độ. Ra mắt Ngày 15 tháng 4 năm 2011.
- Star World HD Philippines - Các chương trình phát sóng như kênh Star World Philippines. Ra mắt Ngày 1 tháng 3 năm 2012.